# Нариманабад
Нариманаба́д (азерб. Nərimanabad) — посёлок городского типа в Ленкоранском районе Азербайджана. Посёлок расположен в 3 км от железнодорожной станции Порт-Ильич (на линии Сальяны — Астара).
Статус посёлка городского типа с 1935 года. Указом Президиума Верховного Совета Азербайджанской ССР от 19 февраля 1957 года посёлок городского типа Сара-Остров Ленкоранского района переименован в посёлок городского типа Нариманабад.
По данным БСЭ в Нариманабаде работали рыбокомбинат, рыбозавод и винзавод. Действовали виноградарский совхоз и совхоз по разведению нутрии.

## Население
| 1959 | 1970 | 1979 | 1989 | 2011 |
| ---- | ---- | ---- | ---- | ---- |
| 3398 | 4764 | 3615 | 4165 | 4700 |

Поселок населен преимущественно Талышами. 